# Thomas Martin
Thomas Gerard „Tommy” Martin (ur. 25 sierpnia 1956 w Stockton, zm. 4 lutego 2023) – amerykański judoka. Olimpijczyk z Montrealu 1976, gdzie zajął dwunaste miejsce w wadze półciężkiej.
Siódmy na mistrzostwach świata w 1979; uczestnik zawodów w 1981. Zdobył trzy medale mistrzostw panamerykańskich w latach 1974–1985.

## Letnie Igrzyska Olimpijskie 1976
| Konkurencja | Rundy eliminacyjne         | Rundy eliminacyjne         | Klas. końcowa |
| Konkurencja | Przeciwnik I               | Przeciwnik II              | Miejsce       |
| ----------- | -------------------------- | -------------------------- | ------------- |
| 93 kg       | Gísli Þorsteinsson (ISL) Z | Jürg Röthlisberger (SUI) P | 12.           |